# Radost (přírodní rezervace)
Radost je přírodní rezervace poblíž města Vimperk v okrese Prachatice. Chráněné území zaujímá dvě nesouvislé lokality západně a severozápadně od Klášterce, respektive severně a severozápadně od Lipky. Oblast spravuje Správa NP a CHKO Šumava. Důvodem ochrany je zachování zvláště chráněných druhů rostlin a živočichů a jejich biotopů, samovolně se vyvíjející společenstva na druhotném bezlesí.